# Этлингер, Андреас Эрнст
Андреас Эрнст Этлингер (нем. Andreas Ernst Etlinger; 9 февраля 1756, Кульмбах — 26 июня 1785) — немецкий врач и ботаник, систематик растений.
Учился в лицее в Кульмбахе. С 1773 г. изучал медицину в Эрлангенском университете.
В 1777 году стал доктором наук, защитив диссертацию на тему De Salvia.
Позже занимался врачебной практикой в Кульмбахе, и одновременно ботаникой, классификацией растений.

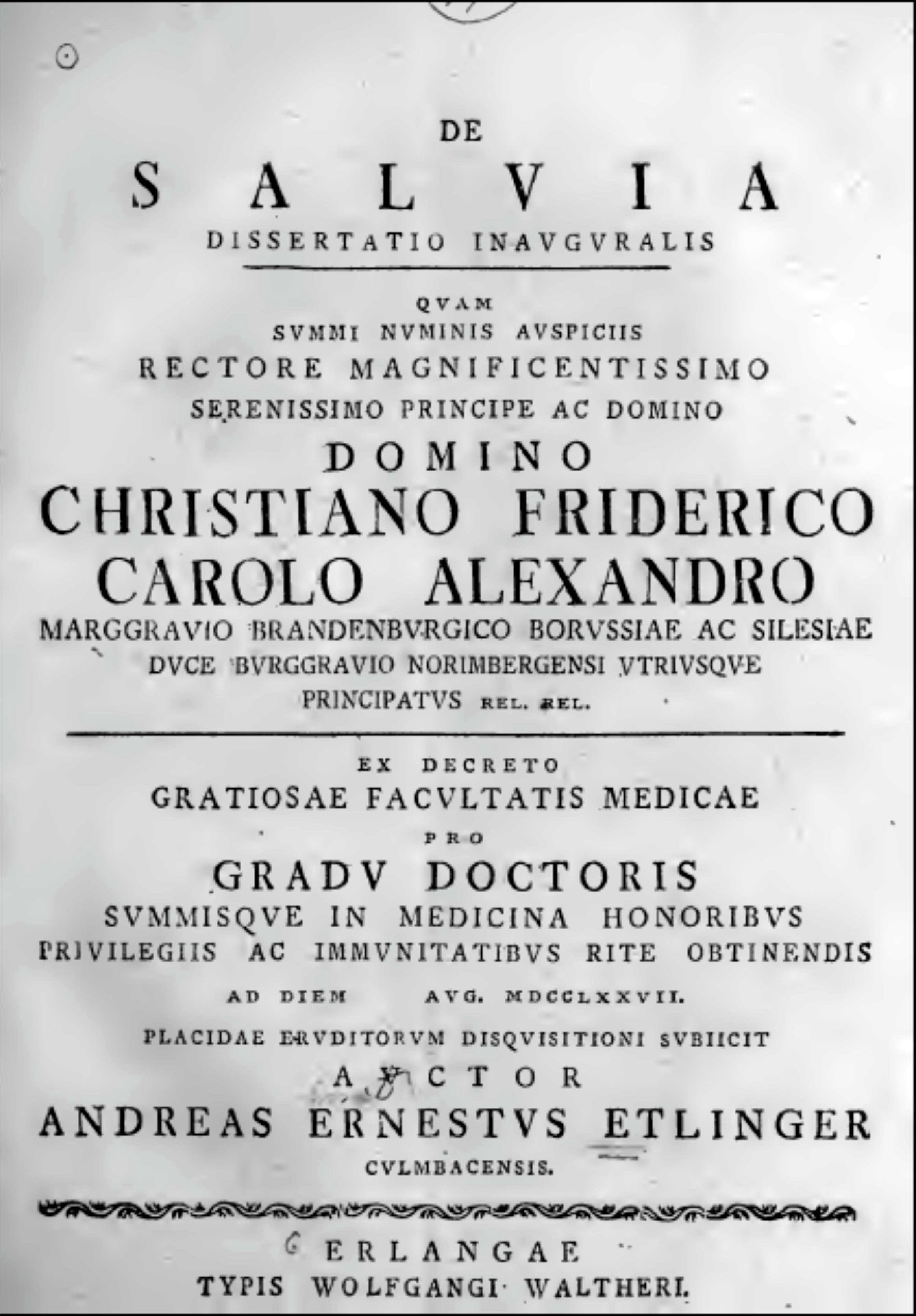
«De Salvia» А. Э. Этлингера. 1777 г.

## Некоторые научные работы
- De Salvia dissertatio inauguralis Erlangae 1777
- Commentatio Botanico-Medica De Salvia. Ed. Waltherus, 63 pp.

Рукописи работ А. Э. Этлингера находится в библиотеке Германского национального музея Нюрнберга.

## Роды, названные в честь А. Э. Этлингера
В его честь Пауль Дитрих Гизеке назвал род многолетних растений семейства Имбирные (Zingiberaceae) — Этлингера.